# C. C. Catch

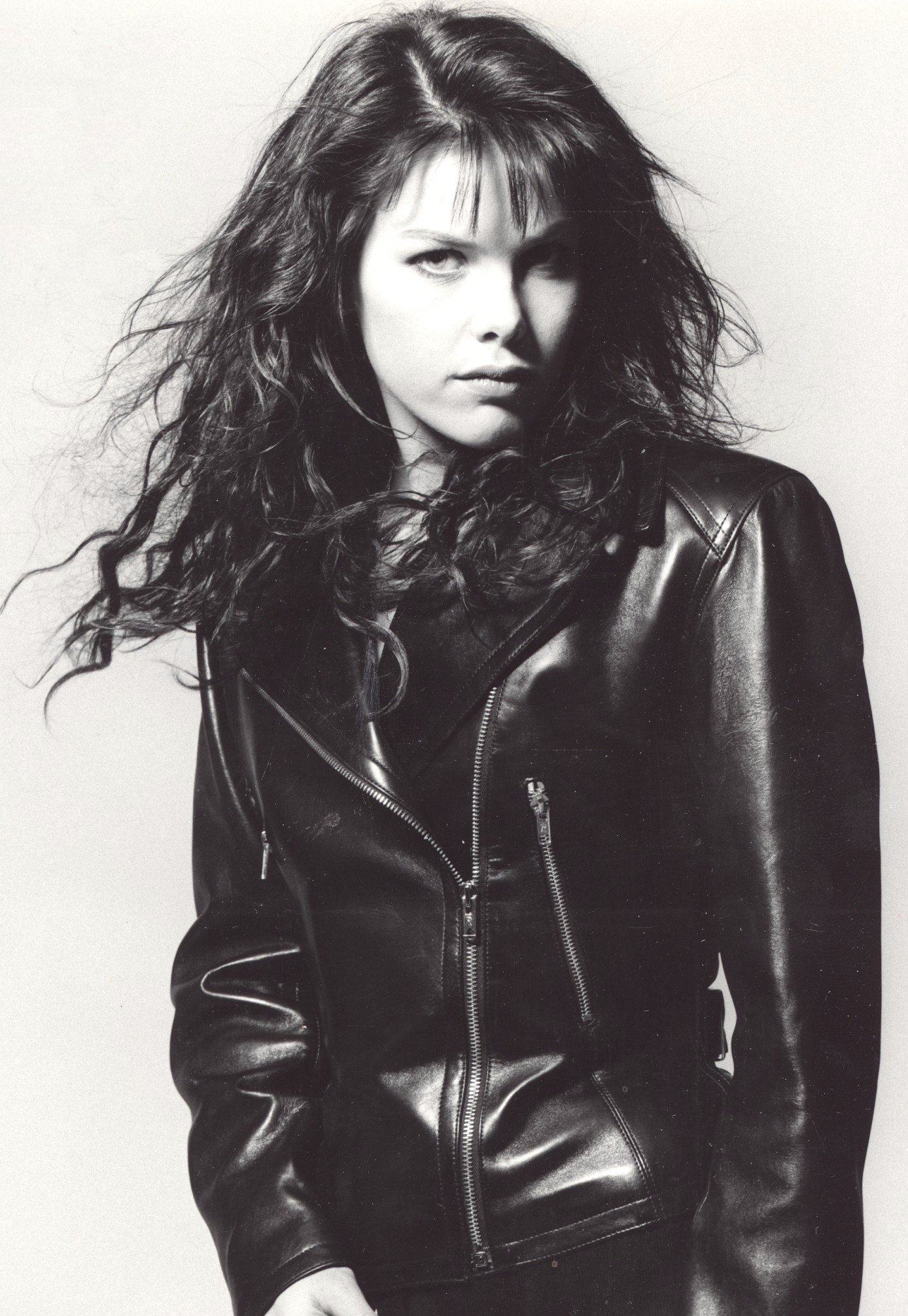
C. C. Catch, um 1986

C. C. Catch, Eigenschreibweise auch: C.C. Catch oder C.C.Catch (* 31. Juli 1964 als Caroline Catharina Müller in Oss, Niederlande) ist eine niederländisch-deutsche Euro-Disco-Sängerin.

## Leben
Caroline Müller kam am 31. Juli 1964 im niederländischen Oss zur Welt. 1979 zog sie mit ihrer Familie nach Bünde, besuchte dort die Hauptschule und begann anschließend eine Lehre als Schneiderin.
Ihr Vater erkannte früh ihr Potenzial als Sängerin und war bis zu seinem Tod ihr Manager. Caroline Müller nahm, zuerst unter dem Künstlernamen „Carol Dean“, an mehreren Talentwettbewerben teil und wurde kurze Zeit später Mitglied der deutschen Girl Group Optimal, die von Peter Kent produziert wurde und aus Claudia Stürzebecher, Sylvia Frötschel, Caroline Müller sowie Sabine Lürenbaum, die 1983 Miss Osnabrück gewesen war, bestand. Es wurden zwei Singles veröffentlicht: Er war magnetisch und hypnotisch und erotisch und katholisch auch (1983) sowie The Good Bye (1984).
1985 wurde sie bei einem Talentwettbewerb in der Nähe von Hamburg, an dem sie mit ihrer Band teilnahm, vom deutschen Komponisten und Musikproduzenten Dieter Bohlen entdeckt. Zusammen kreierten Müller und Bohlen den Künstlernamen C. C. Catch, wobei die beiden Cs für die beiden Vornamen Caroline und Catharina stehen.
Im Juli 1985 erschien ihre Debüt-Single I Can Lose My Heart Tonight und wurde zum internationalen Erfolg. C. C. Catch und Bohlen arbeiteten bis Ende 1988 erfolgreich zusammen, trennten sich dann aber im Streit. So entbrannte anschließend unter anderem ein langer Namensrechtkonflikt um den Künstlernamen „C. C. Catch“, den Dieter Bohlen für sich beanspruchte. Letztendlich wurde dieser per Gerichtsbeschluss der Künstlerin zugesprochen.
C. C. Catch zog daraufhin nach England und arbeitete mit verschiedenen Produzenten, darunter mit dem ehemaligen Gitarristen von Duran Duran, Andy Taylor, zusammen. Im Herbst 1989 erschien die Single Big Time, welche ein großer Hit wurde, der kurz darauf das Album Hear What I Say sowie die Single Midnight Hour folgte.
Zu Beginn der 1990er-Jahre arbeitete C. C. Catch an einem Projekt von Peter Gabriel, aus dem der Song Harmonix hervorging. Dieser erschien 1993 auf dem Album Way Down Below Buffalo Hell von Jam Nation. 1998 kam sie nach Deutschland zurück, brachte die Single Megamix ’98 heraus und trat in der Fernsehsendung Top of the Pops auf.
2003 erreichte ihre Single Shake Your Head 2003 die Top 12 der Verkaufscharts in Spanien und entwickelte sich zu einem Sommerhit im Süden Europas. 2004 nahm C. C. Catch an der ProSieben-Show Comeback – Die große Chance teil. Aus dieser Show ging die Single Survivor sowie das Album Comeback United hervor, auf dem die teilnehmenden Künstler wie C. C. Catch, Limahl, Chris Norman, Benjamin Boyce, Coolio, Jazzy von Tic Tac Toe, Haddaway, Emilia und The Weather Girls diverse Songs beisteuerten. 

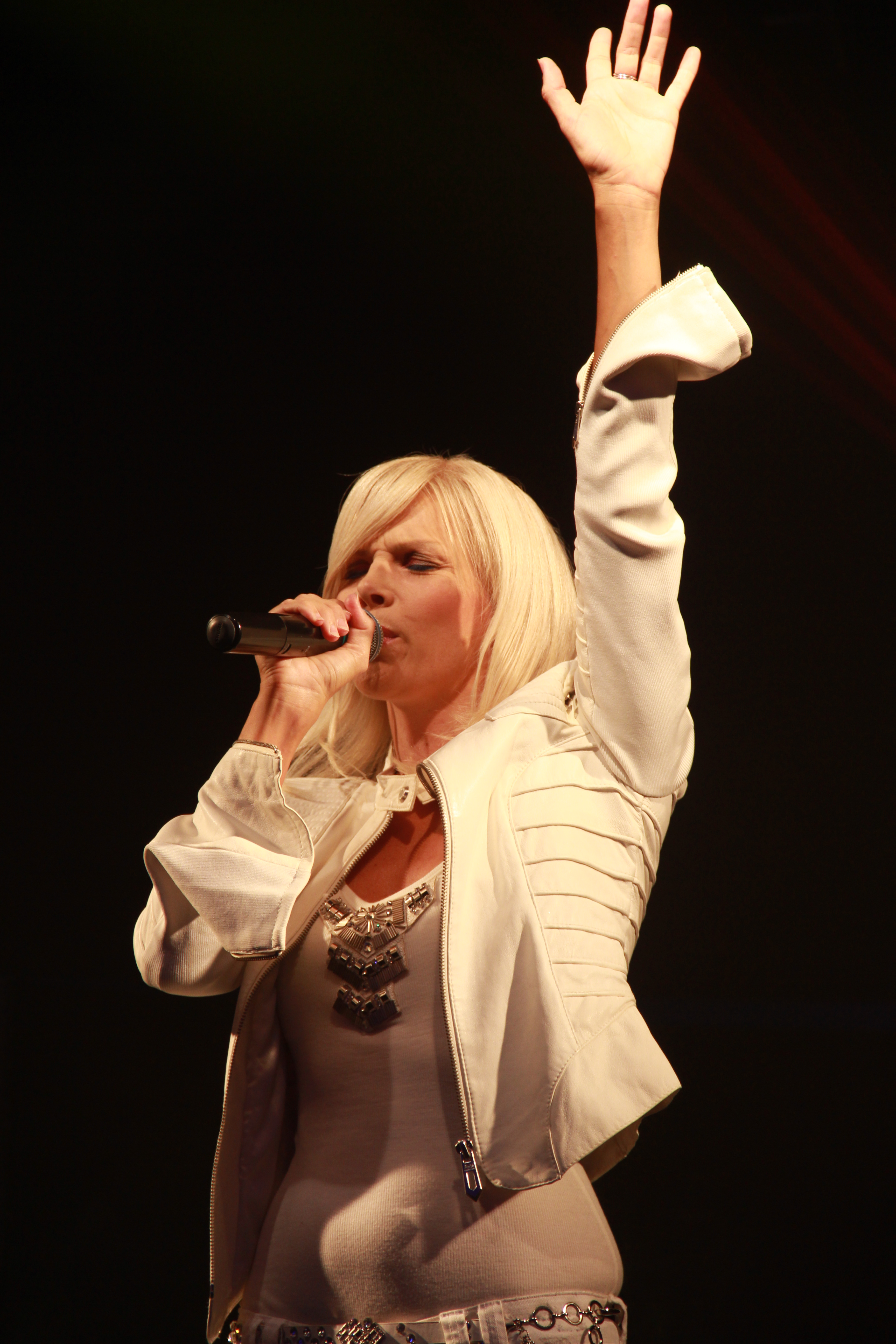
Caroline Müller (2011)

Im September 2010 erschien die Single Unborn Love, eine Zusammenarbeit mit dem spanischen Musikproduzenten Juan Martinez.
2015 absolvierte C. C. Catch eine Tournee durch die Vereinigten Staaten, so in Los Angeles, Dallas und Chicago, 2016 folgte das erste große Konzert in Toronto, Kanada, im Jahre 2017 dann eine Konzerttour durch Südamerika (Argentinien, Peru, Chile, Brasilien, Bolivien).

## Diskografie
Studioalben

| Jahr | Titel                           | Höchstplatzierung, Gesamtwochen, AuszeichnungChartplatzierungen (Jahr, Titel, Platzierungen, Wochen, Auszeichnungen, Anmerkungen) | Höchstplatzierung, Gesamtwochen, AuszeichnungChartplatzierungen (Jahr, Titel, Platzierungen, Wochen, Auszeichnungen, Anmerkungen) | Höchstplatzierung, Gesamtwochen, AuszeichnungChartplatzierungen (Jahr, Titel, Platzierungen, Wochen, Auszeichnungen, Anmerkungen) | Höchstplatzierung, Gesamtwochen, AuszeichnungChartplatzierungen (Jahr, Titel, Platzierungen, Wochen, Auszeichnungen, Anmerkungen) | Anmerkungen                                                 |
| Jahr | Titel                           | DE | AT | CH | UK | Anmerkungen                                                 |
| ---- | ------------------------------- | --- | --- | --- | --- | ----------------------------------------------------------- |
| 1986 | Catch the Catch                 | DE6 (17 Wo.)DE | AT24 (2 Wo.)AT | CH8 (7 Wo.)CH | — | Erstveröffentlichung: 28. April 1986                        |
| 1986 | Welcome to the Heartbreak Hotel | DE28 (7 Wo.)DE | — | — | — | Erstveröffentlichung: 8. Dezember 1986 Verkäufe: + 50.000   |
| 1987 | Like a Hurricane                | DE30 (6 Wo.)DE | — | — | — | Erstveröffentlichung: 26. Oktober 1987                      |
| 1988 | Big Fun                         | DE53 (4 Wo.)DE | — | — | — | Erstveröffentlichung: 12. Dezember 1988 Verkäufe: + 100.000 |
| 1989 | Hear What I Say                 | DE75 (7 Wo.)DE | — | — | — | Erstveröffentlichung: 2. November 1989                      |

## Auszeichnungen
- 1988: RSH-Gold
- 1989: Sängerin des Jahres 1989 „Goldener Löwe“
- 2006: Friedensorden der russischen Organisation „Peacemaker“